# 並河健
並河 健（なみかわ けん、1978年〈昭和53年〉12月26日 - ）は、日本の政治家、外交官。奈良県天理市長（3期）。

## 来歴
大阪府箕面市生まれ。東大寺学園中学校・高等学校を卒業後、防衛大学校に入学するが、1998年に2年次で中退した。2003年3月に東京大学法学部を卒業（北岡伸一のゼミに所属していた）し、同年4月に外務省に入省。2007年にカイロ大学大学院政治経済学部ディプロマ課程を、2008年にジョージタウン大学外交大学院修士課程をそれぞれ修了した。2008年5月より在エジプト日本国大使館二等書記官。2011年12月、退官。退官後の翌2012年1月から11月まで、電通で戦略プランナーを務めた。
2012年12月、第46回衆議院議員総選挙に奈良2区から日本維新の会公認で出馬したが、自由民主党前職の高市早苗に敗れ、次点で落選した。その後、日本維新の会奈良県第2選挙区支部が解散されたのに伴い離党。
2013年6月18日、天理市長の南佳策が次期市長選への不出馬を表明。6月20日、並河は天理市長選への出馬を表明した。同年10月20日に行われた市長選挙は、南市長の支援を受けた並河と元民主党奈良県議の藤本昭広、自由民主党推薦の沢田昌久の三つどもえとなり、並河が初当選した（10月28日、市長就任）。
※当日有権者数：52,158人 最終投票率：55.61%（前回比：pts）
| 候補者名 | 年齢 | 所属党派 | 新旧別 | 得票数   | 得票率 | 推薦・支持         |
| -------- | ---- | -------- | ------ | -------- | ------ | ------------------ |
| 並河健   | 34   | 無所属   | 新     | 11,114票 | 38.65% |                    |
| 藤本昭広 | 67   | 無所属   | 新     | 9,048票  | 31.47% |                    |
| 沢田昌久 | 57   | 無所属   | 新     | 8,590票  | 29.88% | （推薦）自由民主党 |

就任後は自民党天理支部の顧問となり、国政県政との連携をアピールして市政を推進した。
2017年、無投票で再選。出陣式には奈良県知事の荒井正吾の他、高市早苗や堀井巌など自民党国会議員が出席した。2021年、無投票で3選。

## 人物
- 2013年の市長選では自民党の推薦候補と戦ったが、その後、擁立した奈良県議会議員の岩田国夫が支部長を務める自民党天理支部の顧問に就任した。
- 2014年の第47回衆議院議員総選挙では、2年前の総選挙で議席を争った高市早苗の支援に回った。
- 2015年の奈良県知事選挙では、3選を目指して出馬した荒井正吾知事を支持する「あらい正吾を応援する若侍の会」の結成に参加した（メンバーは並河の他、東川裕御所市長や森下豊橿原市長ら、県内の若手首長）。同年4月12日に選挙は執行され、荒井は生駒市長を辞職して立候補した山下真を破り、3選を果たした。
- 2017年2月と6月の出張時、宿泊したホテルで性的マッサージサービスを利用したと週刊誌が報道した。同日、並河は報道陣に対し事実であると認め「道徳的に適切でなく、不徳の致すところ」と陳謝した[10][11]。早期の謝罪会見や市内対策により騒動は沈静化し、[要出典]天理市では21年ぶりの無投票再選を果たした[12]。2020年には、新型コロナ対策の最中にTwitterで当時を振り返り「自分の愚かさ、未熟さを思い知り学ばせて頂いて今の自分があると考えております。こんな私に引き続き仕事をさせて頂いている天理の皆様の不安と困難をいささかでも和らげるために、私はとにかくあらゆる努力を尽くさなければならないと思っております」と述べている。
- 再選後には、天理市内山間部の古民家に家族で移住し、空き家対策とスローライフを実践していることが報じられた[13]。
- 参議院議員の佐藤啓の後援会副会長を務める[14]。2022年7月8日に奈良市で行われた佐藤の街頭演説で安倍晋三が銃撃された際、看護師や医師の助けを求め、AEDの手配等をマイクで呼びかけ続けた佐藤陣営の人物は、現場に居合わせた並河だったことが報じられた[14]。
- 2023年2月18日、任期満了に伴う奈良県知事選挙に向けて自民党奈良県連会長の高市早苗が擁立した元総務官僚の平木省[15][16]の後援会「奈良未来政策研究会」が発足。天理市民会館で発足総会が開催された[17]。会長には奈良県県医師連盟委員長の安東範明[18]、副会長には並河が就任した[19]。
- 『FRIDAY』2023年3月31日・4月7日号の取材に応じ、天理教信者であることを明かした[1][19]。

## 市政
- 2017年9月の再選後は、なら国際映画祭の上映作品誘致[20]や、全国初の事例となる成果報酬型の認知症予防事業を公文教育研究会や慶應義塾大学と成功させるなど活動を活発化させている[21]。
- 新型コロナ対策では、市内店舗の買い物券やテイクアウト・デリバリーの利用券[22]の全戸配布、大学生による受験生支援[23]など、独自の政策を実施。自治体ごとで給付ペースに差があると全国的に批判も高まった特別定額給付金では、天理市の作業状況や入金日を市長がSNSで速報するなどして注目された[24]。
- 2020年８月、天理大学ラグビー部で60名を超える新型コロナ集団感染が発生し、天理大学生に対して教育実習の受入れ停止やアルバイトの雇止めが多発した[25]。並河は、天理大学学長の永尾教昭と共同記者会見を行い、これらを「不当な扱い」「社会を分断させる差別につながる」として是正を呼びかけ、全ての教育実習生の派遣再開を実現した[26][27]。また、大学側に謝罪を求める声が相次いだ事態を受けて、「コロナ禍は不安から周囲を過度に警戒し、お互いにけん制し、傷つけ合う心の問題だ」「えたいの知れない世間様に謝れと言う日本独特の圧力が、停滞している社会経済をより苦しめる」「不安感から他者を排除することによって、自分たちでコロナ禍を深めている」と朝日新聞全国版などに寄稿し、賛否を呼んだ[28]。
- 2021年4月1日、性的少数者（LGBTなど）の同性カップルに結婚に相当する関係を認める「パートナーシップ宣誓制度」を導入した[29]。
- 「山辺・県北西部広域環境衛生組合」の管理者を務める[30]。